# Wild (Oude Rijn)
Die Wild ist ein etwa 15 Kilometer langer linker Zufluss des Rheins in Nordrhein-Westfalen.

## Verlauf
Die Wild entspringt in der Nähe von Netterden, einem Dorf nordwestlich von Emmerich am Rhein. Von der Quelle aus fließt sie in westliche Richtung, bevor sie bei Elten in den Oberlauf des Oude Rijn, dessen einziger Zufluss sie seit dessen Abdämmung ist, mündet.